# دانيال فران
دانيال فران (بالألمانية: Daniel Frahn)‏ (3 أغسطس 1987 ببوتسدام في ألمانيا - ) هو لاعب كرة قدم ألماني (وحمل سابقاً جنسية ألمانيا الشرقية) في مركز الهجوم. شارك مع منتخب ألمانيا تحت 19 سنة لكرة القدم. أما مع النوادي، فقد لعب مع آر بي لايبزيغ وإنيرجي كوتبوس وكيمنتزر ونادي هايدنهايم وSV Babelsberg 03 ‏ وHertha BSC II ‏.

## روابط خارجية
- دانيال فران على موقع قاعدة بيانات كرة القدم.إي يو (الإنجليزية)
- دانيال فران على موقع بيانات كرة القدم. دي إي (الألمانية)
- دانيال فران على موقع Soccerway.com (الإنجليزية)
- دانيال فران على موقع عالم كرة القدم.نت (الإنجليزية)